# 聖瑪麗港 (曼島)
聖瑪麗港（英語：Port St Mary）是萌島西南部的一個村莊。該村莊的名字來源於前聖瑪麗教堂。人們認為它可以俯瞰村莊中的教堂灣。根據2011年的人口普查，聖瑪麗港的人口為1953人。在19世紀，聖瑪麗港有時被稱為勒默里港。

## 概述
聖瑪麗港位於萌島的西南部，靠近愛琳港。
一個火車站就在聖瑪麗港的北面，是道格拉斯和愛琳港之間的萌島鐵路的停靠站之一。蒸汽火車在夏季每天運行數次，並在聖瑪麗港停靠。
聖瑪麗港曾經是一個漁港和貿易港口，這個村莊仍然很受遊客和漁民的歡迎，尤其是在夏季。內港及其碼頭於1812年建造完工。外港是在1882年阿爾弗雷德碼頭建成時創建的。

## 教堂
英國聖公會聖瑪麗教堂位於村莊的中心，供奉聖母瑪利亞。
聖瑪麗港的北邊是生活希望社區教堂（以前稱為聖瑪麗浸信會教堂）的遺址。目前的教堂建築建於2000年代初期，位於前聖瑪麗港衛斯理衛理公會教堂的舊址上，該教堂於1895年完工，於1970年關閉，並於2000年拆除。